# Чемпіонат Англії з футболу 2003—2004: Прем'єр-ліга

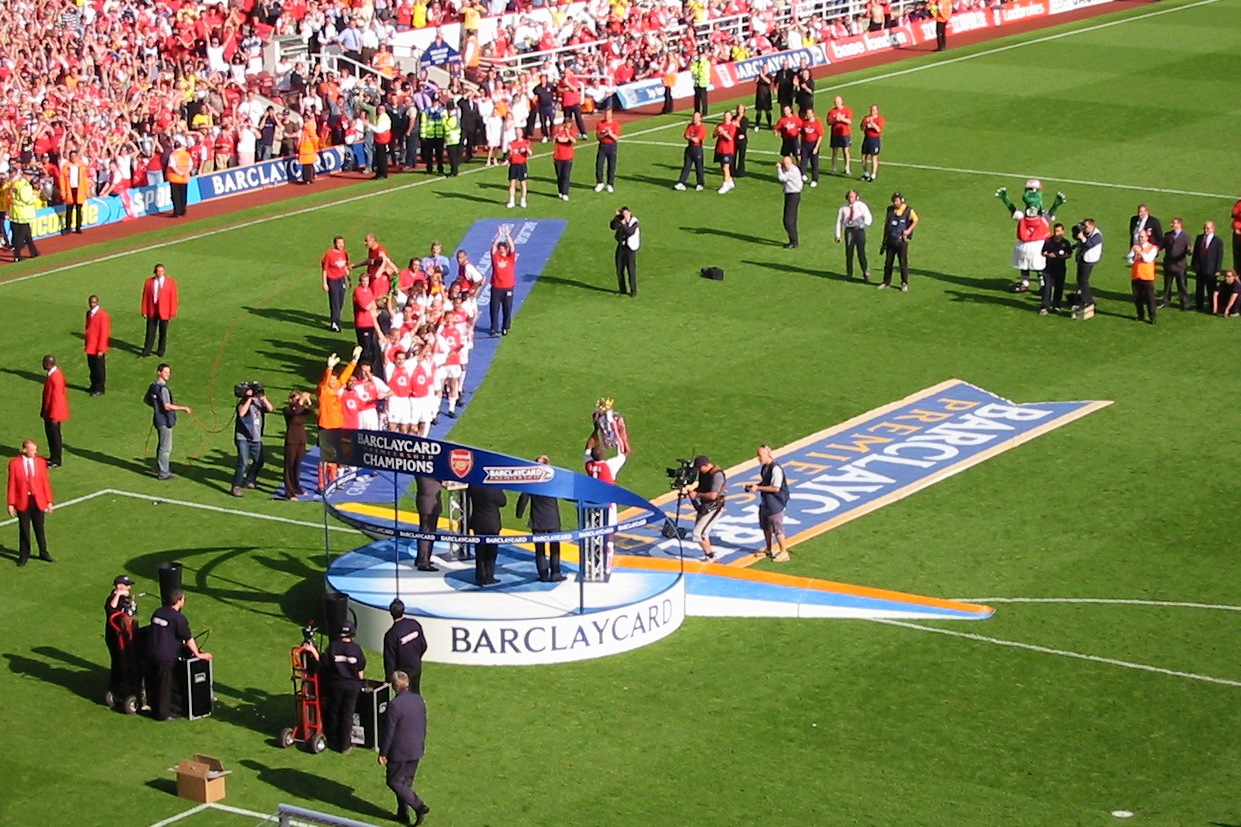
Капітан лондонського «Арсенала» Патрік Вієйра з трофеєм Прем'єр-ліги на домашній арені клубу.

Англійська прем'єр-ліга 2003—2004 (англ. FA Premier League) — 12-ий сезон англійської Прем'єр-ліги, заснованої 1992 року.
Переможцем сезону став лондонський «Арсенал», який здобув свій тринадцятий чемпіонський титул, у тому числі третій в рамках Прем'єр-ліги. «Канонірам» вдалося завершити сезон без жодної поразки — у 38 іграх чемпіонату вони здобули 26 перемог та 12 нічиїх. Подібним досягненням міг похвалитися лише перший чемпіон Англії «Престон Норт-Енд», який не зазнав жодної поразки в найпершому розіграші Англійської футбольної ліги, втім для досягнення аналогічного результату 115 роками раніше чемпіону було достатньо не програти лише 22 гри (18 перемог та 4 нічиї).
Чемпіонський титул був завойований «Арсеналом» під керівництвом багаторічного очільника команди французького тренера Арсена Венгера, який спирався на зіграний протягом попередніх років склад, єдиним великим придбанням клубу перед початком сезону був німецький голкіпер Єнс Леманн. Ключовою фігурою атакувальної ланки «канонірів» лишався співвітчизник головного тренера Тьєррі Анрі, який видав чудовий сезон, забивши у ворота суперників 30 голів (понад 40% усіх голів команди у сезоні).
Основними конкурентами «Арсенала» у боротьбі за чемпіонство були переможець попереднього сезону «Манчестер Юнайтед» та лондонський «Челсі». Якщо «червоні дияволи» намагалися захистити свій чемпіонський титул без суттєвого кадрового підсилення, навпаки, втративши ключового півзахисника Девіда Бекхема (напередодні сезону за 25 мільйонів фунтів приєднався до мадридського «Реала»), то «аристократи» підкріпили свої амбіції значною активністю на трансферному ринку. Перед початком сезону новим власником лондонського клубу став російський мільярдер Роман Абрамович, якій відразу ж підкріпив своє бажання повернути «Челсі» на вершину англійського футболу значним трансферним бюджетом. Тож сезон 2003—2004 лондонці почали, підсилившись цілою низкою висококласних виконавців, чия сумарна трансферна вартість склала 100 мільйонів фунтів. Результатом цього значного фінансового вливання стало друге місце у Прем'єр-лізі, найкращий результат «Челсі» за майже півстоліття, що минули від єдиного на той час переможного для команди сезону 1954—1955. «Манчестер Юнайтед» був змушений задовільнитися третім місцем.
Невдахами сезону, що за його результатами залишили елітний дивізіон англійського футболу, стали «Вулвергемптон Вондерерз», «Лідс Юнайтед» та «Лестер Сіті». Ця трійця команд набрала по 33 очки, шістьма очками менше за «Евертон», який фінішував на рятівному 17-му місці турнірної таблиці.

## Команди-учасниці
У змаганнях Прем'єр-ліги сезону 2003—2004 взяли участь 20 команд, включаючи 17 команд-учасниць попереднього сезону та три команди, що підвищилися у класі з Чемпіонату Футбольної ліги.

## Турнірна таблиця
| М  | Команда                      | І  | В  | Н  | П  | МЗ | МП | РМ  | О  | Кваліфікація або пониження в класі                      |
| -- | ---------------------------- | -- | -- | -- | -- | -- | -- | --- | -- | ------------------------------------------------------- |
| 1  | Арсенал (Ч)                  | 38 | 26 | 12 | 0  | 73 | 26 | +47 | 90 | Груповий раунд Ліги чемпіонів УЄФА 2004–2005            |
| 2  | Челсі                        | 38 | 24 | 7  | 7  | 67 | 30 | +37 | 79 | Груповий раунд Ліги чемпіонів УЄФА 2004–2005            |
| 3  | Манчестер Юнайтед            | 38 | 23 | 6  | 9  | 64 | 35 | +29 | 75 | 3-й кваліфікаційний раунд Ліги чемпіонів УЄФА 2004–2005 |
| 4  | Ліверпуль                    | 38 | 16 | 12 | 10 | 55 | 37 | +18 | 60 | 3-й кваліфікаційний раунд Ліги чемпіонів УЄФА 2004–2005 |
| 5  | Ньюкасл Юнайтед              | 38 | 13 | 17 | 8  | 52 | 40 | +12 | 56 | 1-й раунд Кубка УЄФА 2004–2005                          |
| 6  | Астон Вілла                  | 38 | 15 | 11 | 12 | 48 | 44 | +4  | 56 |                                                         |
| 7  | Чарльтон Атлетик             | 38 | 14 | 11 | 13 | 51 | 51 | 0   | 53 |                                                         |
| 8  | Болтон Вондерерз             | 38 | 14 | 11 | 13 | 48 | 56 | −8  | 53 |                                                         |
| 9  | Фулгем                       | 38 | 14 | 10 | 14 | 52 | 46 | +6  | 52 |                                                         |
| 10 | Бірмінгем Сіті               | 38 | 12 | 14 | 12 | 43 | 48 | −5  | 50 |                                                         |
| 11 | Мідлсбро                     | 38 | 13 | 9  | 16 | 44 | 52 | −8  | 48 | 1-й раунд Кубка УЄФА 2004–2005                          |
| 12 | Саутгемптон                  | 38 | 12 | 11 | 15 | 44 | 45 | −1  | 47 |                                                         |
| 13 | Портсмут                     | 38 | 12 | 9  | 17 | 47 | 54 | −7  | 45 |                                                         |
| 14 | Тоттенгем Готспур            | 38 | 13 | 6  | 19 | 47 | 57 | −10 | 45 |                                                         |
| 15 | Блекберн Роверз              | 38 | 12 | 8  | 18 | 51 | 59 | −8  | 44 |                                                         |
| 16 | Манчестер Сіті               | 38 | 9  | 14 | 15 | 55 | 54 | +1  | 41 |                                                         |
| 17 | Евертон                      | 38 | 9  | 12 | 17 | 45 | 57 | −12 | 39 |                                                         |
| 18 | Лестер Сіті (Пн)             | 38 | 6  | 15 | 17 | 48 | 65 | −17 | 33 | Пониження до Футбольної ліги                            |
| 19 | Лідс Юнайтед (Пн)            | 38 | 8  | 9  | 21 | 40 | 79 | −39 | 33 | Пониження до Футбольної ліги                            |
| 20 | Вулвергемптон Вондерерз (Пн) | 38 | 7  | 12 | 19 | 38 | 77 | −39 | 33 | Пониження до Футбольної ліги                            |

Джерела: Barclays Premier League
Правила класифікації: 
1) очок; 2) різниця м'ячів; 3) кіл-ть забитих м'ячів.
1. «Мідлсбро» кваліфікувався до участі у розіграші Кубка УЄФА 2004–2005 як переможець Кубка англійської ліги
(Ч) = Чемпіон; (Пн)/(В) = Понижено в класі/Вибув; (Пв) = Підвищення в класі; (ПП) = Переможець плей-оф; (Н) = Перехід до наступного раунду. 
Застосовується тільки коли сезон ще не закінчений: 
(К) = Кваліфікований до раунду турніру; (КН) = Кваліфікований до турніру, але не до конкретного раунду; (Д) = Дискваліфікований з турніру.

## Результати
| Вдома \ В гостях1       | АРС | АСТ | БІР | БЛБ | БОЛ | ЧАР | ЧЕЛ | ЕВЕ | ФУЛ | ЛІД | ЛЕС | ЛІВ | МС  | МЮ  | МІД | НЬЮ | ПОР | САУ | ТОТ | ВУЛ |
| Арсенал                 |     | 2–0 | 0–0 | 1–0 | 2–1 | 2–1 | 2–1 | 2–1 | 0–0 | 5–0 | 2–1 | 4–2 | 2–1 | 1–1 | 4–1 | 3–2 | 1–1 | 2–0 | 2–1 | 3–0 |
| Астон Вілла             | 0–2 |     | 2–2 | 0–2 | 1–1 | 2–1 | 3–2 | 0–0 | 3–0 | 2–0 | 3–1 | 0–0 | 1–1 | 0–2 | 0–2 | 0–0 | 2–1 | 1–0 | 1–0 | 3–2 |
| Бірмінгем Сіті          | 0–3 | 0–0 |     | 0–4 | 2–0 | 1–2 | 0–0 | 3–0 | 2–2 | 4–1 | 0–1 | 0–3 | 2–1 | 1–2 | 3–1 | 1–1 | 2–0 | 2–1 | 1–0 | 2–2 |
| Блекберн Роверз         | 0–2 | 0–2 | 1–1 |     | 3–4 | 0–1 | 2–3 | 2–1 | 0–2 | 1–2 | 1–0 | 1–3 | 2–3 | 1–0 | 2–2 | 1–1 | 1–2 | 1–1 | 1–0 | 5–1 |
| Болтон Вондерерз        | 1–1 | 2–2 | 0–1 | 2–2 |     | 0–0 | 0–2 | 2–0 | 0–2 | 4–1 | 2–2 | 2–2 | 1–3 | 1–2 | 2–0 | 1–0 | 1–0 | 0–0 | 2–0 | 1–1 |
| Чарльтон Атлетик        | 1–1 | 1–2 | 1–1 | 3–2 | 1–2 |     | 4–2 | 2–2 | 3–1 | 0–1 | 2–2 | 3–2 | 0–3 | 0–2 | 1–0 | 0–0 | 1–1 | 2–1 | 2–4 | 2–0 |
| Челсі                   | 1–2 | 1–0 | 0–0 | 2–2 | 1–2 | 1–0 |     | 0–0 | 2–1 | 1–0 | 2–1 | 0–1 | 1–0 | 1–0 | 0–0 | 5–0 | 3–0 | 4–0 | 4–2 | 5–2 |
| Евертон                 | 1–1 | 2–0 | 1–0 | 0–1 | 1–2 | 0–1 | 0–1 |     | 3–1 | 4–0 | 3–2 | 0–3 | 0–0 | 3–4 | 1–1 | 2–2 | 1–0 | 0–0 | 3–1 | 2–0 |
| Фулгем                  | 0–1 | 1–2 | 0–0 | 3–4 | 2–1 | 2–0 | 0–1 | 2–1 |     | 2–0 | 2–0 | 1–2 | 2–2 | 1–1 | 3–2 | 2–3 | 2–0 | 2–0 | 2–1 | 0–0 |
| Лідс Юнайтед            | 1–4 | 0–0 | 0–2 | 2–1 | 0–2 | 3–3 | 1–1 | 1–1 | 3–2 |     | 3–2 | 2–2 | 2–1 | 0–1 | 0–3 | 2–2 | 1–2 | 0–0 | 0–1 | 4–1 |
| Лестер Сіті             | 1–1 | 0–5 | 0–2 | 2–0 | 1–1 | 1–1 | 0–4 | 1–1 | 0–2 | 4–0 |     | 0–0 | 1–1 | 1–4 | 0–0 | 1–1 | 3–1 | 2–2 | 1–2 | 0–0 |
| Ліверпуль               | 1–2 | 1–0 | 3–1 | 4–0 | 3–1 | 0–1 | 1–2 | 0–0 | 0–0 | 3–1 | 2–1 |     | 2–1 | 1–2 | 2–0 | 1–1 | 3–0 | 1–2 | 0–0 | 1–0 |
| Манчестер Сіті          | 1–2 | 4–1 | 0–0 | 1–1 | 6–2 | 1–1 | 0–1 | 5–1 | 0–0 | 1–1 | 0–3 | 2–2 |     | 4–1 | 0–1 | 1–0 | 1–1 | 1–3 | 0–0 | 3–3 |
| Манчестер Юнайтед       | 0–0 | 4–0 | 3–0 | 2–1 | 4–0 | 2–0 | 1–1 | 3–2 | 1–3 | 1–1 | 1–0 | 0–1 | 3–1 |     | 2–3 | 0–0 | 3–0 | 3–2 | 3–0 | 1–0 |
| Мідлсбро                | 0–4 | 1–2 | 5–3 | 0–1 | 2–0 | 0–0 | 1–2 | 1–0 | 2–1 | 2–3 | 3–3 | 0–0 | 2–1 | 0–1 |     | 0–1 | 0–0 | 3–1 | 1–0 | 2–0 |
| Ньюкасл Юнайтед         | 0–0 | 1–1 | 0–1 | 0–1 | 0–0 | 3–1 | 2–1 | 4–2 | 3–1 | 1–0 | 3–1 | 1–1 | 3–0 | 1–2 | 2–1 |     | 3–0 | 1–0 | 4–0 | 1–1 |
| Портсмут                | 1–1 | 2–1 | 3–1 | 1–2 | 4–0 | 1–2 | 0–2 | 1–2 | 1–1 | 6–1 | 0–2 | 1–0 | 4–2 | 1–0 | 5–1 | 1–1 |     | 1–0 | 2–0 | 0–0 |
| Саутгемптон             | 0–1 | 1–1 | 0–0 | 2–0 | 1–2 | 3–2 | 0–1 | 3–3 | 0–0 | 2–1 | 0–0 | 2–0 | 0–2 | 1–0 | 0–1 | 3–3 | 3–0 |     | 1–0 | 2–0 |
| Тоттенгем Готспур       | 2–2 | 2–1 | 4–1 | 1–0 | 0–1 | 0–1 | 0–1 | 3–0 | 0–3 | 2–1 | 4–4 | 2–1 | 1–1 | 1–2 | 0–0 | 1–0 | 4–3 | 1–3 |     | 5–2 |
| Вулвергемптон Вондерерз | 1–3 | 0–4 | 1–1 | 2–2 | 1–2 | 0–4 | 0–5 | 2–1 | 2–1 | 3–1 | 4–3 | 1–1 | 1–0 | 1–0 | 2–0 | 1–1 | 0–0 | 1–4 | 0–2 |     |

Джерело: RSSSF
1Команда-господар записана у лівому стовпчику.
Кольори: Голубий = господар переміг; Жовтий = нічия; Червоний = гості перемогли.
Для майбутніх матчів, позначених «п», існує стаття.

## Статистика
| Місце | Гравець            | Клуб                         | Голи |
| ----- | ------------------ | ---------------------------- | ---- |
| 1     | Тьєррі Анрі        | «Арсенал»                    | 30   |
| 2     | Алан Ширер         | «Ньюкасл Юнайтед»            | 22   |
| 3     | Луї Саа            | «Манчестер Юнайтед»/«Фулхем» | 20   |
| 3     | Рууд ван Ністелрой | «Манчестер Юнайтед»          | 20   |
| 5     | Мікаель Форсселль  | «Бірмінгем Сіті»             | 17   |
| 6     | Ніколя Анелька     | «Манчестер Сіті»             | 16   |
| 6     | Хуан Пабло Анхель  | «Астон Вілла»                | 16   |
| 6     | Майкл Овен         | «Ліверпуль»                  | 16   |
| 6     | Якубу Аєгбені      | «Портсмут»                   | 16   |
| 10    | Джеймс Бітті       | «Саутгемптон»                | 14   |
| 10    | Роббі Кін          | «Тоттенгем Готспур»          | 14   |
| 10    | Робер Пірес        | «Арсенал»                    | 14   |

| Місце | Гравець             | Клуб                | Передачі |
| ----- | ------------------- | ------------------- | -------- |
| 1     | Муззі Іззет         | «Лестер Сіті»       | 14       |
| 2     | Паоло Ді Каніо      | «Чарльтон Атлетик»  | 12       |
| 3     | Бретт Емертон       | «Блекберн Роверз»   | 11       |
| 3     | Раян Гіггз          | «Манчестер Юнайтед» | 11       |
| 5     | Стід Мальбранк      | «Фулхем»            | 10       |
| 6     | Деніс Бергкамп      | «Арсенал»           | 9        |
| 6     | Дам'єн Дафф         | «Челсі»             | 9        |
| 6     | Томас Гітцльшперґер | «Астон Вілла»       | 9        |
| 6     | Робер Пірес         | «Арсенал»           | 9        |

### Командна
- Найбільше перемог - «Арсенал» (26)
- Найменше перемог - «Лестер Сіті» (6)
- Найбільше нічиїх - «Ньюкасл Юнайтед» (16)
- Найменше нічиїх - «Манчестер Юнайтед» та «Тоттенгем Готспур» (6)
- Найбільше поразок - «Лідс Юнайтед» (21)
- Найменше поразок - «Арсенал» (0)
- Найбільше забито - «Арсенал» (73)
- Найменше забито - «Вулвергемптон Вондерерз» (38)
- Найбільше пропущено - «Лідс Юнайтед» (79)
- Найменше пропущено - «Арсенал» (26)

## Щомісячні нагороди
| Місяць   | Тренер місяця                        | Гравець місяця                               |
| -------- | ------------------------------------ | -------------------------------------------- |
| серпень  | Арсен Венгер («Арсенал»)             | Тедді Шерінгем («Портсмут»)                  |
| вересень | Клаудіо Раньєрі («Челсі»)            | Френк Лемпард («Челсі»)                      |
| жовтень  | Боббі Робсон («Ньюкасл Юнайтед»)     | Алан Ширер («Ньюкасл Юнайтед»)               |
| листопад | Сем Еллардайс («Болтон Вондерерз»)   | Джей-Джей Окоча («Болтон Вондерерз»)         |
| грудень  | Алекс Фергюсон («Манчестер Юнайтед») | Пол Скоулз («Манчестер Юнайтед»)             |
| січень   | Сем Еллардайс («Болтон Вондерерз»)   | Тьєррі Анрі («Арсенал»)                      |
| лютий    | Арсен Венгер («Арсенал»)             | Деніс Бергкамп («Арсенал») / Еду («Арсенал») |
| березень | Клаудіо Раньєрі («Челсі»)            | Мікаель Форсселль («Бірмінгем Сіті»)         |
| квітень  | Гаррі Реднап («Портсмут»)            | Тьєррі Анрі («Арсенал»)                      |

## Нагороди за сезон

### Гравець року за версією ПФА
Звання «Гравець року за версією ПФА» 2004 року вдруге поспіль виборов форвард команди-чемпіона, «Арсенала», Тьєррі Анрі.
Його конкурентами у боротьбі за це звання були:
- Стівен Джерард («Ліверпуль»)
- Френк Лемпард («Челсі»)
- Джей-Джей Окоча («Болтон Вондерерз»)
- Алан Ширер («Ньюкасл Юнайтед»)
- Патрік Вієйра («Арсенал»)

### Молодий гравець року за версією ПФА
Нагороду «Молодий гравець року за версією ПФА» отримав Скотт Паркер з «Челсі».
Його конкурентами у боротьбі за це звання були:
- Глен Джонсон («Челсі»)
- Вейн Руні («Евертон»)
- Джон Террі («Челсі»)
- Коло Туре («Арсенал»)
- Шон Райт-Філліпс («Манчестер Сіті»)

### Гравець року за версією вболівальників ПФА
Лауреатом нагороди «Гравець року за версією вболівальників ПФА» удруге поспіль став нападник Тьєррі Анрі з лондонського «Арсенала». Таким чином Анрі став першим гравцем, що отримав це визнання більше одного разу.

### Гравець року за версією Асоціації футбольних журналістів
За версією Асоціації футбольних журналістів найкращим футболістом в англійській першості також був визнаний Тьєррі Анрі. Форвард «Арсенала» отримав 87% голосів учасників опитування.

### Гравець року англійської Прем'єр-ліги
Звання «Гравця року англійської Прем'єр-ліги» також отримав нападник лондонського «Арсенала» Тьєррі Анрі.

### Тренер року англійської Прем'єр-ліги
Лауреатом нагороди «Тренер року англійської Прем'єр-ліги» став наставник команди-чемпіона Арсен Венгер, чий «Арсенал» виграв 26 матчів сезону при 12 нічиїх та не програв жодної гри (різниця м'ячів 73 на 26).

### Золотий бутс англійської Прем'єр-ліги
Нагороду «Золотий бутс англійської Прем'єр-ліги» найкращому бомбардиру сезону отримав французький нападник лондонського «Арсенала» Тьєррі Анрі, який відзначився 30 забитими голами у 37 проведених зустрічах.